# Walter Brödel (Fechter)
Walter Emil Brödel (* 19. Dezember 1925 in Scheidt; † 3. Mai 1989 in Saarbrücken) war ein deutscher Fechter, der für das Saarland antrat.

## Karriere
Walter Brödel nahm für das Saarland an den Olympischen Spielen 1952 in Helsinki teil. Er gehörte sowohl zur Florett- als auch zur Säbel-Mannschaft, kam aber in keiner der beiden Mannschaften über die erste Runde hinaus.
Brödel focht beim SV Saar 05 Saarbrücken. 1953 und 1954 belegte er jeweils den dritten Platz bei den saarländischen Meisterschaften im Säbelfechten. Am 3. Mai 1989 beging er Suizid.